# Tatort: Melinda
Melinda ist ein Fernsehfilm aus der Kriminalreihe Tatort der ARD, des SF und des ORF. Der Film wurde für den Saarländischen Rundfunk produziert und am 27. Januar 2013 erstmals ausgestrahlt. Es handelt sich um die 860. Tatort-Folge. Für Kriminalhauptkommissar Jens Stellbrink (Devid Striesow) ist es sein erster Fall, nachdem er von der Bundespolizei zur Landespolizei in Saarbrücken gewechselt ist. Unterstützt wird er von der Kriminalhauptkommissarin Lisa Marx (Elisabeth Brück) und dem Kriminaltechniker Horst Jordan (Hartmut Volle). Die drei arbeiten der Staatsanwältin Nicole Dubois (Sandra Steinbach) zu. Die Titelfigur Melinda wird von Mila Böhning verkörpert.
Stellbrink/Marx treten die Nachfolge des Saarbrücker Teams Franz Kappl/Stefan Deininger (Maximilian Brückner/Gregor Weber) an, die nach sieben gemeinsamen Fällen vom Saarländischen Rundfunk abgelöst wurden, da ihre Geschichte „auserzählt“ sei.

## Handlung
Kriminalhauptkommissar Jens Stellbrink telefoniert mit seiner Mutter und meint, es sei kein Karriereknick von der Bundespolizei zur Landespolizei zu wechseln, beendet das Gespräch aber eiligst, da er noch in den Baumarkt müsse. Dort fällt er nicht nur durch seine unorthodoxe Aufmachung (Gummistiefel, Regenjacke und dazu karierte Shorts) auf. Als im Markt ein etwa 10-jähriges Mädchen aufgegriffen wird, das eine fremde Sprache spricht, nimmt sich Stellbrink der Kleinen an und bemerkt, dass sie sich ängstlich hinter seinem Rücken versteckt, als sie einen dunkelhaarigen Mann in das neben dem Baumarkt liegende Hotel gehen sieht. Der Kommissar vermutet, dass das Kind seinen Eltern entwischt ist und geht mit ihm hinüber, wo er es, wie er annimmt, in die Obhut seines Vaters übergibt. Schon im Gehen, hört er Schreie hinter der Tür. Ohne lange zu überlegen, klingelt er erneut und verschafft sich Zutritt. Sein Blick fällt auf eine misshandelte und gefesselte Frau. Es gelingt ihm, den vermeintlichen Vater und zwei weitere Männer zu überlisten und mit dem Mädchen zu fliehen, diese nehmen jedoch die Verfolgung auf. Zuvor konnte er gerade noch seine neue Kollegin Lisa Marx um Hilfe und Verstärkung bitten. Marx weiß nicht so recht, was sie von dem Anruf des Kollegen, den sie erst morgen kennenlernen sollte, halten soll. Als sie durchs Telefon Geschrei und Schüsse mithört, setzt sie den Polizeiapparat aber in Gang. Stellbrink versteckt sich inzwischen mit dem Mädchen auf dem Gelände eines stillgelegten Freizeitparks in einem verfallenen Gebäude.
Im Hotel findet die Polizei die verletzte Afrikanerin, die erst am Morgen mit ihrer Tochter aus Frankreich eingereist ist und für den Abend einen Rückflug nach Metz gebucht hat, allerdings nur für sich allein. Weitere Ermittlungen ergeben, dass es sich bei der Afrikanerin um die Frau eines hohen Diplomaten handelt. Marx lässt das umliegende Gelände absuchen, wobei ihr Stellbrinks erneuter Anruf hilft, auch wenn er nur bruchstückhaft und ziemlich verzerrt zu verstehen ist. Sie findet den Kollegen auf einer Lichtung und auch Melinda findet sich wieder ein. Inzwischen ist auch die Staatsanwältin Nicole Dubois eingetroffen. Die Aussage der Afrikanerin mit Hilfe eines Dolmetschers ergibt, dass drei Männer in ihr Hotelzimmer eingedrungen seien, sie geschlagen und ihre Tochter mitgenommen hätten. Als der Kommissar später mit dem Mädchen, das laut Ausweis Melinda heißt, zu „seiner Mutter“ geht, verhält das Kind sich so, als läge dort eine Fremde. Stellbrink stellt fest, dass die Frau keinen Puls mehr hat. Eine spätere Obduktion ergibt, dass sie erstickt worden ist.
Für Marx ist der neue Kollege, der Yoga im Büro macht, gewöhnungsbedürftig und schwer einschätzbar. Auf eine Befragung durch den Dolmetscher reagiert Melinda sehr zurückhaltend. Die Psychologin führt aus, dass Melinda den Tod der Mutter überhaupt nicht registriert und die Mitteilung, dass ihr Vater unterwegs sei, eher aggressiv und ängstlich aufgenommen habe. Der Diplomat Djafaar will keine Fragen beantworten und lässt nur übersetzen, dass er umgehend zurück nach Metz müsse. Als er und zwei weitere Araber mit dem Kind zum Auto gehen, gelingt es Melinda, Stellbrink einen Zettel in die Hand zu drücken, auf den sie in arabischer Schrift etwas geschrieben hat. Sie hindert den Kommissar daran, den Zettel vom Dolmetscher übersetzen zu lassen. Wie Stellbrink herausfindet, hat sie geschrieben: „Nicht Vater, nicht Mutter, Angst, bitte helfen.“ Die Staatsanwältin stellt sich quer, als Stellbrink ihr seine Bedenken vorträgt. So beschließt der Kommissar, die Sache selbst in die Hand zu nehmen, und verfolgt den Wagen, in dem Melinda mit ihrem angeblichen Vater unterwegs ist. An einer Ampel gelingt es ihm, das Kind mit vorgehaltener Waffe zu befreien. Schnell steigt er mit Melinda in das dort wartende Fahrzeug von Margot Müller ein. Frau Müller, eine ältere Dame, hat eine sehr eigene Sichtweise, was Stellbrink in diesem Fall zugutekommt. Sie nimmt beide mit zu sich nach Hause und ignoriert, dass ihr Mann damit nicht einverstanden ist. In einem Gespräch bittet sie Stellbrink, ihr alles zu erzählen, vielleicht könne sie ihm ja helfen. Tatsächlich wird Stellbrink im Gespräch mit ihr einiges klarer.
Dubois ist über Stellbrinks eigenmächtiges Verhalten außer sich, da ihr gerade von allen möglichen Stellen Druck gemacht wird. Sie faucht Marx an, ihr Stellbrink so schnell wie möglich herbeizuschaffen. Marx begibt sich erst einmal zum Therapiezentrum, wo Melinda angeblich hingebracht werden sollte. Als sie sich dort umschaut, ist ihr klar, dass da etwas ganz und gar nicht stimmt. Übers Handy spricht sie auf Stellbrinks Mailbox, dass er mit der Kleinen erst einmal dort bleiben solle, wo immer er auch sei. Marx sieht dort auch die Männer wieder, die schon bei Melindas Abholung dabei waren. Inzwischen benachrichtigt der Ehemann von Margot Müller die Polizei, wobei die Araber das Gespräch abhören. Über Zeichnungen von Melinda haben Stellbrink und Margot Müller inzwischen herausgefunden, dass die Kinder als Drogenkuriere, sogenannte Bodypackers, missbraucht werden. Inzwischen weiß man auch, dass der Dolmetscher die Afrikanerin mit einem Handtuch erstickt hat. Bei seiner weiteren Flucht aus dem Haus Müller bedroht Stellbrink eine Kollegin mit der Waffe und kettet sie am Wagen fest, um dann mit Melinda im Polizeiauto zu entkommen. Gerade in dem Moment kommen die Araber und nehmen die Verfolgung auf.
Marx, die bei ihren weiteren Recherchen im Therapiezentrum viele Kinder aus Nordafrika entdeckt hat, wird von der Klinikleiterin in einem Raum eingeschlossen, wo man sie dann ankettet und betäubt. Als sie erwacht und sich befreien kann, ist das Therapiezentrum leer. Telefonisch bittet sie Dubois, die von ihr eingeleitete Fahndung nach Stellbrink einzustellen. Diese jedoch weigert sich, Marx habe keine Beweise für ihre Behauptungen und außerdem sitze ihr die Politik im Nacken und fordere Stellbrinks Kopf und ihren gleich dazu. Durch eine Zeichnung Melindas ist Stellbrink darauf gekommen, wo sie die Kugeln mit dem Rauschgift versteckt hat. Sie hatte den Brunnen gemalt, der vor dem „Aschenputtel-Schloss“ steht. Wieder auf dem Kommissariat, wiederholt Stellbrink gegenüber der auf ihrer Position beharrenden Staatsanwältin ein ums andere Mal, dass Djafaar nicht Melindas Vater sei. Sie rückt jedoch nicht von ihrer Position ab, dass das Kind „seinem Vater“ ausgehändigt werden müsse. Das sei nicht verhandelbar. Marx ist fassungslos, als Stellbrink ihr beichtet, dass er die Rauschgiftkugeln verschluckt habe, als er die Araber habe nahen sehen, ein besseres Versteck sei ihm auf die Schnelle nicht eingefallen. Von der Ärztin erfährt er, dass das lebensgefährlich sein könne, da sie nicht dafür gedacht seien, zweimal verschluckt zu werden. Stellbrink hat schon ein Brechmittel eingenommen, als der Wagen, mit dem Melinda abtransportiert werden soll, eintrifft. Trotz dieses Handicaps nimmt er zusammen mit Lisa Marx die Verfolgung auf. An einer Raststätte, kurz vor der französischen Grenze, sieht Marx den Dolmetscher und bremst den Wagen gegen Stellbrinks Willen ab. Wenn sie ihn jetzt nicht festnehmen würde, sei er über die Grenze und nicht mehr greifbar. In seiner Not rennt Stellbrink zu Fuß hinter dem Auto her und schießt auf die Reifen, sodass das Fahrzeug ins Schlingern gerät. Der Wagen befindet sich schon auf französischem Gebiet und zwei französische Polizisten richten die Waffe auf Stellbrink, nachdem die Männer im Auto sich auch noch als Diplomaten ausweisen konnten. Auch für Melinda liegt ein Diplomatenpass vor. Marx gelingt es, das Schlimmste zu verhindern. Die französischen Beamten bestehen darauf, dass die Diplomaten ihren Weg unbehelligt fortsetzen können – mit dem Kind. Zuvor drückt Stellbrink Melinda allerdings noch ein Handy in die Hand und lässt übersetzen, dass sie ihn anrufen solle, sobald sie wieder zu Hause bei ihren Eltern sei. Den Anführer der Männer lässt er wissen, dass er, sollte Melinda nicht anrufen, morgen in Metz sei und er wisse, wie er aussehe und er wisse auch, wo seine Familie wohne, seine Frau und seine Kinder. Melinda werde nie wieder als Drogenkurier missbraucht. Anderentags wartet Stellbrink in seinem Büro auf Melindas Anruf. Marx meint, er sei hoffnungslos naiv, zu glauben, die Diplomaten würden sich von seiner Drohung einschüchtern lassen, während die hinzukommende Staatsanwältin aufzählt, was er sich bereits alles habe zuschulden kommen lassen, bevor er noch überhaupt offiziell angefangen habe. Stellbrink erwidert nur lakonisch: „Tue recht und fürchte kein Übel dabei.“ Dann klingelt sein Mobiltelefon: Es ist Melinda.

## Produktion
Gedreht wurde die Tatort-Folge „Melinda“ vom 5. Juni bis zum 31. August 2012 in Saarbrücken und Umgebung (im Stadtteil Dudweiler, in Heusweiler, Dillingen/Saar und in Niedaltdorf).

## Rezeption

### Einschaltquote
Die Erstausstrahlung von Melinda am 27. Januar 2013 wurde in Deutschland von insgesamt 9,05 Millionen Zuschauern gesehen und erreichte einen Marktanteil von 23,6 % für Das Erste; in der Gruppe der 14- bis 49-jährigen Zuschauer konnten 3,08 Millionen Zuschauer und ein Marktanteil von 19,9 % erreicht werden.

### Kritik
Holger Gertz von der Süddeutschen trauert dem „wunderbaren Kommissarspaar“ Deininger und Kappl, gespielt von Gregor Weber und Maximilian Brückner, nach, das „gute Quoten“ gehabt habe und „bei den jungen Leuten“ sehr beliebt gewesen sei. Er hält den „Experimental-Fall“, der „mehr Märchen als Krimi“ sei, für missglückt. „Frau Brück“ käme „mit exakt einem Gesichtsausdruck durch den kompletten Film.“ Da sei „keine aufsteigende Wärme, kein Zwischenton. Nichts. Alles [sei] statisch, alles [sei] Klischee.“ Auch Sandra Steinbach in der Rolle der Staatsanwältin kommt nicht gut weg, sie „gestikulier[e] schülertheaterartig und [rede] exaltiert daher. Sätze wie diesen hier: ‚Nimm dir Hubschrauber, Hunde, Wärmebildkameras. Folter' seinen Hund, nimm seine Oma als Geisel, aber schaff ihn mir hierher.‘“ Abschließend fragt er die Programmverantwortlichen beim SR, ob das alles ihr Ernst sei.
Nils Minkmar von der FAZ schlägt in eine ähnliche Kerbe und meint, „der Saarländische Rundfunk bring[e] es glatt fertig, seinen neuen ‚Tatort‘ ganz ohne regionale Bezüge zu produzieren. Auch deshalb [könne] Devid Striesow ‚Melinda‘ nicht retten.“ Minkmar fasst die Unzulänglichkeiten des Krimis zusammen, zum Beispiel „dass im Saarland die Einrichtung der Notrufnummer 110 noch ausstehe, dass die Technik, Mobiltelefone zu orten, sich dort noch nicht etabliert habe, auch würden dort Menschen nicht die Polizei rufen, etwa wenn vor einem Baumarkt Schüsse fallen. Auch sei Saarbrücken wohl die einzige Universitätsstadt ohne einen einzigen deutschsprechenden Araber, einen arabischsprechenden Deutschen oder gar Arabisch-Dolmetscher. Das weitreichende deutsch-französische Rechtshilfeabkommen sei der Polizei dort wohl auch nicht bekannt“ und so geht es weiter. „Devid Striesow spiel[e] gut wie immer, alle anderen auch okay.“ Fazit: „‚Melinda‘ ist zugleich konfus und langweilig, albern und anstrengend und über mehrere Minuten einfach ein Werbespot für einen Wagen der Marke Range Rover. Eine Gesamtkatastrophe.“
Bei lokalkompass.de konnte man lesen: „Die Akteure agierten, als seien sie gerade aus einer Heilanstalt entlassen worden.“
Die Rheinische Post Online sieht das etwas anders und führt aus: „Für ‚Tatort‘-Traditionalisten dürfte diese Parodie auf einen Krimi schwer zu verdauen sein. Wer sich jedoch darauf einlässt, wird mit 90 Minuten Amüsement belohnt.“ Am Schluss heißt es: […] „Und tatsächlich stellt sich die Frage, wie diese Konstellation auf Dauer funktionieren wird. Doch in der ersten Folge wird den Zuschauern eine sehenswerte Fortentwicklung des ‚Tatort‘-Formats präsentiert, bei dem es sich lohnt, dranzubleiben.“
Die Mittelbayerische spricht von einem Trend, „deutsche Stars zu ‚Tatort‘-Kommissaren zu machen,“ der sich fortsetze und verweist auf die im Jahr 2013 noch anstehenden Debüts von Til Schweiger, Christian Ulmen und Wotan Wilke Möhring. Devid Striesow habe schon mal die Ermittlungen in Saarbrücken aufgenommen.[…] „Ein Debüt zwischen Provinz-Thriller und Krimi-Groteske. Vor allem aber die One-Man-Show des Devid Striesow.“ Eine der schönsten Szenen sei, „als der neue Kommissar in kurzen Hosen zu Reggae-Klängen unter riesigen Kopfhörern beseelt seinen Einkaufswagen durch einen Baumarkt schiebe.“ Auch seine Wohnung wird erwähnt, eine Art verlassene Wetterstation über der Stadt, ein Glaskasten ganz weit oben, mit Sicherheit eine der skurrilsten und unwahrscheinlichsten Kommissars-Wohnungen im deutschen Krimi.
Auch T-Online ist der Ansicht: „So einen Kommissar hat der ‚Tatort‘ noch nicht gesehen: Jens Stellbrink (Devid Striesow), der ‚Neue‘ in Saarbrücken, kifft und hört Reggae-Musik, macht Yoga im Büro, befragt bei der Aufklärung seiner Fälle sein Unterbewusstsein – und hat schon wenige Stunden nach Dienstantritt ein Disziplinarverfahren am Hals. Auf seine Domina-Kollegin Lisa Marx (Elisabeth Brück) und die karrieregeile Staatsanwältin Nicole Dubois (Sandra Steinbach) können wir allerdings jetzt schon verzichten.“ Weiter heißt es: „Herrlich schräg ist ‚der Neue‘ in Saarbrücken: Kommissar Stellbrink fährt Vespa, läuft mit kurzen Hosen und Gummistiefeln herum, ermittelt mehr mit dem Herzen als mit dem Verstand, hat einen Esoterik-Tick und wirkt so naiv, verschmitzt und idealistisch wie ein kleiner Junge. Seine Figur wurde mit viel Liebe zum Detail angelegt – und macht neugierig. Ideal für einen Einstand also.“ Die Geschichte selbst wurde als nur „mäßig spannend“ und „wenig glaubhaft“ kritisiert.